# KrAZ Spartan
Pour les articles homonymes, voir Spartan.
Le KrAZ Spartan est un véhicule blindé léger de transport de troupes à roues ukraino-canadien fabriqué à l'usine de Krementchouk sous licence de la société canadienne STREIT Group et fabriqué par KrAZ .

## Description
Le premier lot de démonstration du KrAZ Spartan du Streit Group est présenté en 2012. Le Spartan est utilisé dans le cadre de missions militaires et policières. Sa carrosserie en acier soudé est montée sur le châssis d'un Ford F550. Il est capable de résister aux attaques balistiques et aux explosions de grenade et de mine terrestre. Il offre une protection CEN de niveau BR6 . La coque du véhicule est conçue pour résister à plusieurs balles de fusil d'assaut OTAN de 7,62 × 51 mm (nez plat, balle pointue, noyau mou en plomb) sous n'importe quel angle. Le bas du véhicule peut résister à l'explosion de deux grenades à main à fragmentation hautement explosives DM51. Sa trappe de toit est conçue pour supporter une tourelle pivotante avec ou sans mitrailleuse. Une station d'armes télécommandée (RWS) peut également être installée selon les besoins du client, qui combine une mitrailleuse et un quatuor de missiles antichars RK-3 Corsar.

## Historique
Le blindé est utilisé lors de l'invasion russe de l'Ukraine, opérant dans la 1re brigade présidentielle d'affectation opérationnelle, la 4e brigade de réaction rapide et la 95e brigade d'assaut aérien. Auparavant utilisé dans la 12e brigade opérationnelle notamment au sein du Régiment Azov lors de la bataille de Marioupol dont des modèles SARMAT. Onze véhicules ont été perdus entre 2022 et 2024 essentiellement à Marioupol.

## Pays utilisateurs
- Argentine : utilisés dans la Gendarmerie nationale argentine[5].
- Kazakhstan : repérés dans des opérations anti-terroristes lors des attaques de juin 2016 à Aktioubé[6].
- Libye : au moins 79 véhicules livrés à partir de 2014 au Conseil national de transition[7].
- Nigeria[8]
- Ukraine : un premier lot de 21 blindés reçus par la Garde nationale ukrainienne en 2014 et 30 dans les forces d'assaut aérien ukrainiennes[9].

## Galerie de photographies

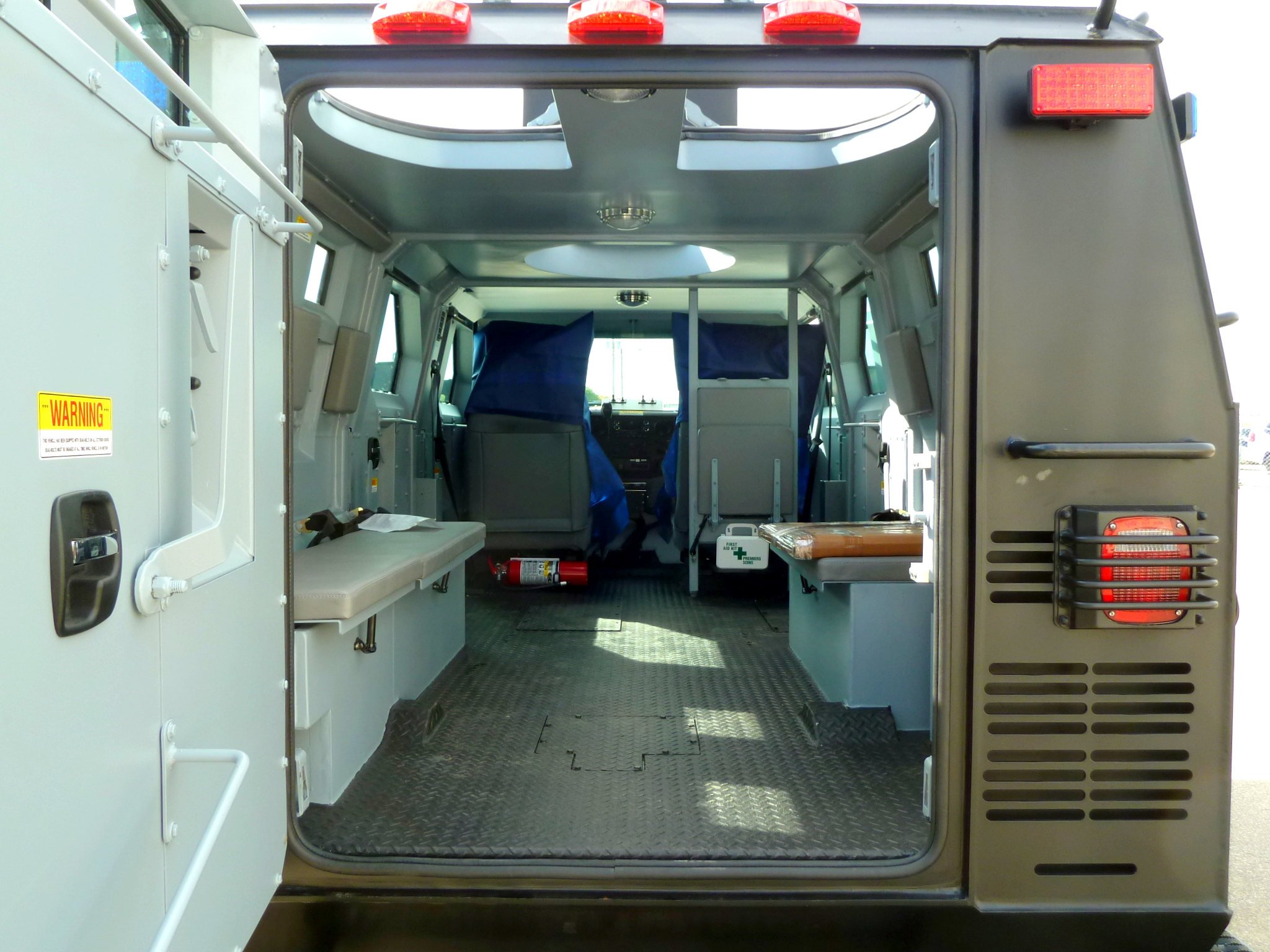
Intérieur du blindé.
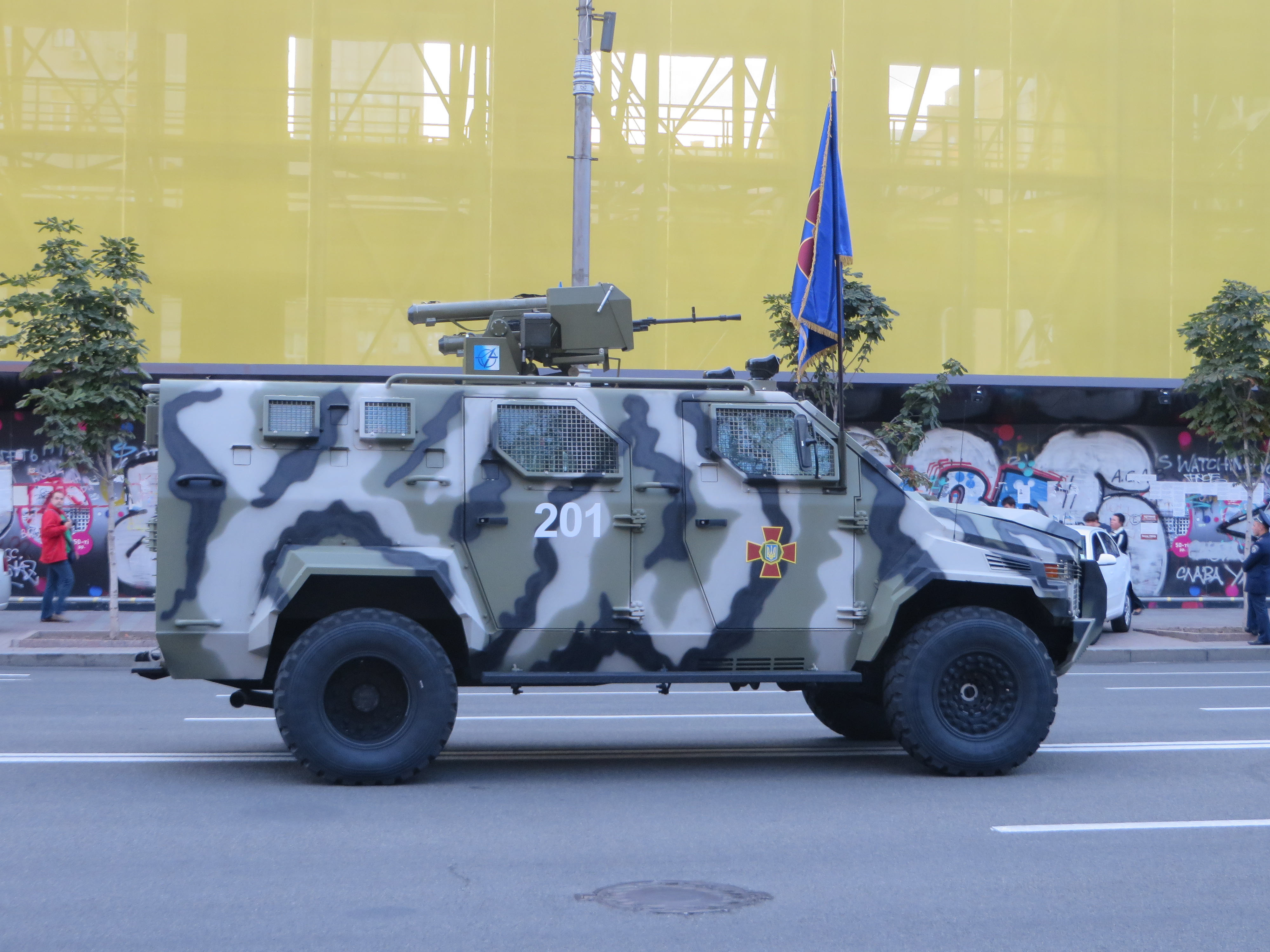
KrAZ Spartan ukrainien en 2014
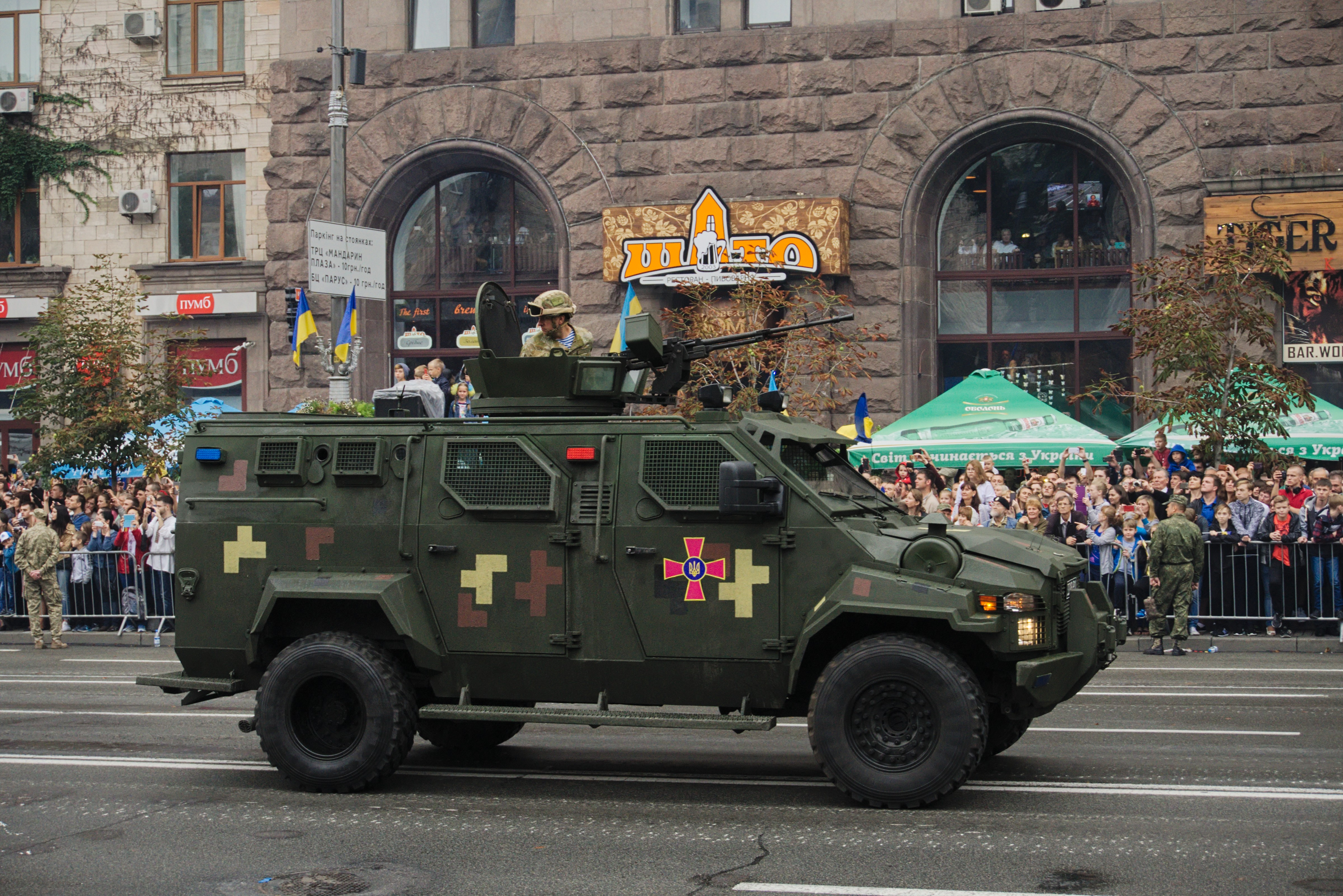